# Global Warming (álbum)
Global Warming (Calentamiento Global en inglés) es el séptimo álbum de estudio grabado por el rapero cubano Pitbull. Fue lanzado el 16 de noviembre de 2012. Un teaser para acompañar el lanzamiento de Global Warming fue lanzado por primera vez en la cuenta oficial de Pitbull en Facebook y en su canal de Youtube el 17 de septiembre de 2012.

## Sencillos
- "Back in Time" fue lanzado como primer sencillo del álbum el 26 de marzo de 2012.[9] La canción se convirtió en # 11 en EE. UU. Billboard Hot 100. Esta canción fue producida por primera vez para Hombres de Negro 3.

- "Get It Started" fue lanzado como segundo sencillo del álbum el 29 de junio de 2012 en el género Eurodance. Cuenta con la voz invitada de la cantante y compositora colombiana Shakira.[10]

- "Don't Stop the Party" fue lanzado como tercer sencillo del álbum el 25 de septiembre. Cuenta con la voz invitada del cantante y compositor TJR.

- "Feel This Moment", fue lanzado como cuarto sencillo el 22 de febrero de 2013, cuenta además con la colaboración de la cantante estadounidense Christina Aguilera. Se convirtió en la canción más exitosa del álbum, posicionándose en el top 10 en la mayoría de los países alrededor del mundo. En Estados Unidos llegó al número ocho de la lista Billboard Hot 100, convirtiéndose en la cuarta canción más exitosa en la discografía de Pitbull como artista principal y la séptima en general.

## Lista de canciones
| Edición estándar |                                                             | |                                      |          |  |
| N.º              | Título                                                      | Escritor(es) | Productor(es)                        | Duración |  |
| 1.               | «Global Warming (Intro)» (featuring Sensato)                | Armando C. Perez, William Reyna, Antonio Monge, Rafael Ruiz, Ritter, Yelmen                                                         | Bass ill Euro                        | 1:25     |  |
| 2.               | «Don't Stop the Party» (featuring TJR)                      | Perez, TJ Rozdilsky, José García, Jorge Martínez, Warwick Lynn, Frederick Hibbert                                                   | DJ Buddha, Marc Kinchen, TJR         | 3:26     |  |
| 3.               | «Feel This Moment» (featuring Christina Aguilera)           | Perez, Nasri Atweh, Adam Messinger, Nolan Lambroza, Urales Vargas, Pal Waaktaar, Morten Harket, Magne Furholmen, Christina Aguilera | The Messengers, Sir Nolan, DJ Buddha | 3:49     |  |
| 4.               | «Back in Time»                                              | Perez, Kinchen, Vargas, DJ Big Syphe, Mickey Baker, Sylvia Robinson, Ellas McDaniel                                                 | Kinchen, DJ Big Syphe, DJ Buddha     | 3:27     |  |
| 5.               | «Hope We Meet Again» (featuring Chris Brown)                | Chris Brown, Perez, Atweh, Messinger, Lambroza                                                                                      | The Messengers, Sir Nolan            | 3:41     |  |
| 6.               | «Party Ain't Over» (featuring Usher & Afrojack)             | Perez, Jamal Jones, Nick van de Wall, Usher Raymond, Vargas, Earl Hayes                                                             | Afrojack, Polow da Don               | 4:03     |  |
| 7.               | «Drinks for You (Ladies Anthem)» (featuring Jennifer Lopez) | Perez, Jennifer Lopez, Daniel Woodis Jr., Vargas, Monica Rustgi                                                                     | DJ Class, Monica Rustgi, DJ Buddha   | 3:16     |  |
| 8.               | «Have Some Fun» (featuring The Wanted & Afrojack)           | Perez, van de Wall, Vargas, Danny Mercer, David Baerwald, Bill Bottrell, Wyn Cooper, Sheryl Crow, Kevin Gilbert                     | Afrojack                             | 4:04     |  |
| 9.               | «Outta Nowhere» (featuring Danny Mercer & Jamie Drastik)    | Perez, Danny Mercer | Danny Mercer                         | 3:26     |  |
| 10.              | «Tchu Tchu Tcha» (featuring Enrique Iglesias)               | Enrique Iglesias, Perez, SoFLY, Mike Caren, Nius                                                                                    | soFLY & Nius                         | 3:25     |  |
| 11.              | «Last Night» (featuring Havana Brown & Afrojack)            | Perez, van de Wall, Vargas, Anthony Preston                                                                                         | Afrojack, Paris Hilton               | 3:39     |  |
| 12.              | «I'm Off That»                                              | Perez, RL Grimes, van de Wall, Vargas, Adrian Trejo, Jorge Gómez Martinez, José Garcia, Poncho                                      | Afrojack, Mercer                     | 3:17     |  |

| Bonus tracks Edición deluxe |                                                   |                                                                                              |                                              |          |  |
| N.º                         | Título                                            | Escritor(es)                                                                                 | Producer(s)                                  | Duración |  |
| 13.                         | «Echa Pa'lla (Manos Pa'rriba)» (featuring Papayo) | Perez, Gregor Salto, Manuel Corrao, Vargas, Tzvetin Todorov                                  | Gregor Salto, Tzvetin Todorov, DJ Buddha     | 3:16     |  |
| 14.                         | «Everybody Fucks» (featuring Akon and David Rush) | Perez, Salto, Mercer, Jencarlos Canela, Aliaune Thaim, Vargas, Todorov, Justin Franks, Kizzo | Danny Mercer                                 | 4:17     |  |
| 15.                         | «Get It Started» (featuring Shakira)              | Shakira, Perez, Durrell Babbs, Kinchen, Vargas, Sidney Samson, Bigram Zayas, Kris Stephens   | DJ Buddha, Marc Kinchen, DVLP, Sidney Samson | 4:05     |  |
| 16.                         | «11:59» (featuring Vein)                          | Perez, Gravriel Aminov                                                                       | Danny Mercer                                 | 3:37     |  |

| Bonus tracks Edición deluxe UK |                                                             | |                                 |          |  |
| N.º                            | Título                                                      | Escritor(es) | Producer(s)                     | Duración |  |
| 1.                             | «Rain Over Me» (featuring Marc Anthony)                     | Perez, RedOne, Marc Anthony, Bilal "The Chef" Hajji, AJ Janussi, Rachid Aziz | RedOne, David Rush, Jimmy Joker | 3:51     |  |
| 2.                             | «International Love» (featuring Chris Brown)                | Perez, Carsten Shack, Peter Biker, Sean Hurley, Claude Kelly | Soulshock & Biker, Sean Hurley^ | 3:47     |  |
| 3.                             | «Give Me Everything» (featuring Ne-Yo, Afrojack, and Nayer) | Perez, van de Wall, Shaffer Smith | Afrojack                        | 4:12     |  |
| 4.                             | «Hotel Room Service»                                        | John Reid, Mark Ross, David Hobbs, Nile Rogers, Hugh Brankin, Armando Perez, Graham Wilson, Ross Campbell, James Scheffer, Bernard Edwards, Luther Campbell, Christopher Wongwon. | Jim Jonsin                      | 3:58     |  |
| 5.                             | «Hey Baby (Drop It to the Floor)» (featuring T-Pain)        | Perez, Sandy Wilhem, Faheem Najm | Sandy Vee                       | 3:54     |  |
| 6.                             | «DJ Got Us Fallin' in Love» (Usher featuring Pitbull)       | Max Martin, Shellback, Savan Kotecha, Perez | Martin, Shellback               | 3:40     |  |
| 7.                             | «Dance Again» (Jennifer Lopez featuring Pitbull)            | RedOne, Iglesias, Bilal The Chef, AJ Junior, Perez | RedOne                          | 3:57     |  |

- "Tchu Tchu Tcha" contiene elementos de "Eu Quero Tchu, Eu Quero Tcha" escrita por Shylton Fernandes e interpretada por João Lucas & Marcelo.[14]

- "Have Some Fun" contine elementos de  " All I Wanna Do" escrita por Wyn Cooper, Sheryl Crow, David Baerwald, Bill Bottrell and Kevin Gilbert y cantada por Sheryl Crow.

- "Global Warming (Intro)" contiene elemento de "Macarena", canción interpretada por Los del Río.

- "I'm Off That" contiene elementos de Pacha On Acid (Original Mix), canción interpretada por Afrojack.

- "Don't Stop The Party" contiene elementos de Funky Vodka (Original Mix), canción interpretada por TJR.

- "Feel This Moment" contiene elementos de «Take On Me», canción interpretada por A-ha.
- "Last Night" originalmente es de la cantante Paris Hilton en colaboración con Lil Wayne

## Certificaciones
| País   | Organismo certificador | Certificación | Ventas certificadas | Ref.   |
| ------ | ---------------------- | ------------- | ------------------- | ------ |
| México | AMPROFON               | Platino       | 60,000              | [ 15 ] |

## Historial de versiones
| Región         | Fecha                   | Discográfica(s) | Formatos                 |
| -------------- | ----------------------- | --------------- | ------------------------ |
| Alemania       | 16 de noviembre de 2012 | Sony Music      | Descarga digital, CD     |
| Estados Unidos | 19 de noviembre de 2012 | RCA Records     | Descarga digital, CD, LP |
| Reino Unido    | 3 de diciembre de 2012  | RCA Records     | Descarga digital, CD, LP |